# Mahidevran Gülbahar
Mahidevran Gülbahar (en turco otomano;ماه دوران خاتون; "luna de buena fortuna") (Cáucaso o Albania, c.1498 - Bursa, 3 de febrero de 1581), también conocida como Mahidevran Hatun, fue una de las consortes más conocidas de la historia del Imperio Otomano por su supuesta rivalidad con Hürrem Sultan, esposa legítima del sultán.
Nacida en el Cáucaso o Albania, alrededor de 1498, pudo haber llegado al harén de Manisa alrededor de 1510. Allí se hizo concubina rápidamente de Şehzade Solimán, futuro sultán, con quien tuvo un único hijo: Şehzade Mustafa.
En el año 1521, su hijo se convertiría en el primero en la sucesión, ya que dos hijos de Solimán, uno mayor y uno menor que Mustafá, murieron debido a una epidemia que se esparció por la capital. Gracias al nacimiento del príncipe, Mahidevran consiguió el título Baş Kadin (consorte principal) aunque luego de la ejecución de su hijo, su título fue removido y cayó en desgracia.

## Origen
Poco se sabe de los primeros años de vida de Mahidevran. Sus orígenes son motivos de controversia. Ella era albanesa o circasiana. Según una fuente, originalmente se llamaba Rosne Pravane y era hija de Abdullah Recai, un rico músico albanés que la habría regalado al palacio, o que simplemente pudo haber sido secuestrada en una de las tantas incursiones otomanas. 
Según una entrevista con Saide Perizat Temrukoğlu, una aparente descendiente de la familia de ella, Mahidevran fue una de las hijas de Mirza Haydar Temruk Bey, un príncipe kabardino del siglo XVI que habría estado casado con Nazcan Hatun, hija de Meñli I Giray. Esta entrevista apoya la teoría del origen circasiano, aunque no es muy posible que Mahidevran fuera hija de este matrimonio.  
Otras fuentes, incluido el historiador André Clot, también apoyan la teoría de su origen noble y circasiano. Ciertamente, es más probable que la primera teoría sea la verdadera, o que simplemente era una concubina con origen insignificante. 
Se piensa que Solimán le dio el nombre de Mahidevran, aunque se empezó a creer que quién pudo llamarla así fue Ayşe Hafsa Sultan, o que quizás ella la nombró Gülbahar.

## Llegada al Palacio de Tokpapi y entrada al harén

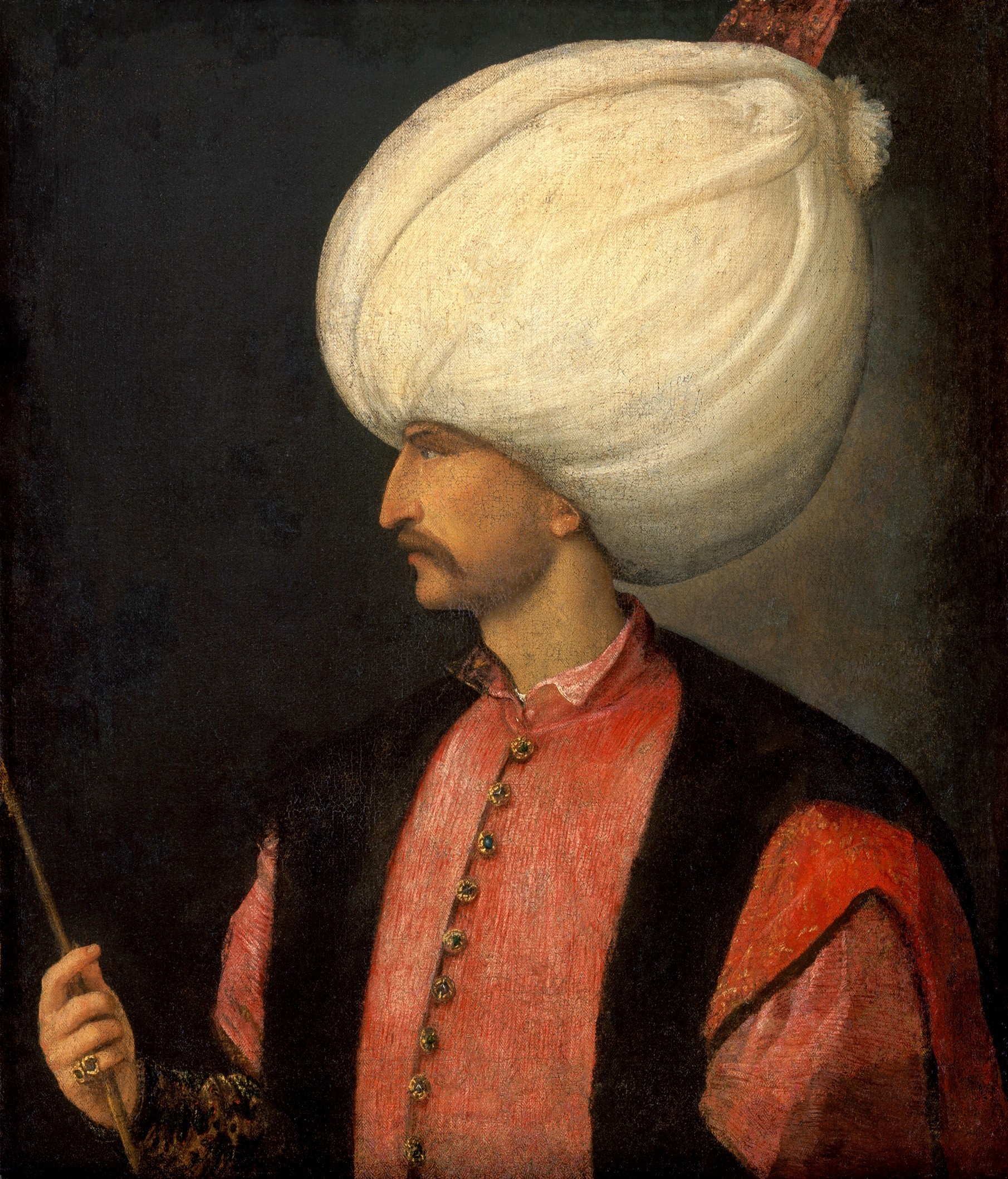
El sultan Solimán el Magnífico (1520-1566)

Llegada al harén alrededor de 1510, fue educada y  criada por la madre de Solimán o alguna de las hermanas mayores de él. Siguiendo las tradiciones otomanas, Solimán fue asignado en 1513 a una provincia como sanjak-bey (gobernador), con el fin de que aprendiera las labores del gobierno y administración del Estado. Solimán se estableció en Manisa, una de las ciudades más preciadas por los pretendientes debido a su riqueza y cercanía a la capital. Mahidevran fue enviada a Manisa para el harén del nuevo príncipe. A los 15 o 16 años, Mahidevran se convirtió en una de las concubinas de Solimán. En dicha ciudad, Mahidevran dio a luz al segundo hijo de Solimán, Şehzade Mustafa, el 6 de agosto de 1515.
Antes de la llegada de Hürrem Sultan y de la creación del título de Haseki Sultan, Mahidevran ostentó el título de Baş Kadın, un rango equivalente a consorte principal durante dos décadas. Esto probablemente daba a entender que ella era su concubina favorita, desplazando a la otra concubina de Solimán, Fülane Hatun, quien había dado a luz un niño en 1512.
Luego de la muerte de Selim I en 1520, Solimán ascendió al trono y se trasladó con toda su familia a Constantinopla, la capital imperial. El salario de Mahidevran se desconoce por completo, según Leslie Peirce el salario de la madre de un príncipe era entre treinta a cuarenta aspers al día, hasta la llegada de Haseki Hürrem Sultan quien recibió dos mil aspers al día.
En 1521, su hijo se convirtió en el heredero al trono luego del azote de una epidemia que mató a los dos hijos mayores de Solimán. Su hijo pasó a ser el único varón aunque esto no duró mucho ya que Hürrem, la otra consorte de Solimán, dio a luz cinco varones entre 1521 y 1531.
Como hijo mayor de Solimán, Mustafá se convirtió en el heredero más probable al trono y fue entrenado como tal. Cuando tenía solo nueve años, el embajador veneciano en Estambul informó de Mustafá lo siguiente:  
“[Tiene] un talento extraordinario; iba a ser guerrero, además era muy querido por los jenízaros, y realizaba ya grandes hazañas.”
Sin embargo, en el harén, Mahidevran disputó supuestamente el favoritismo del sultán con otra nueva concubina, Hürrem Sultan, quien desplazó rápidamente a Mahidevran como la consorte principal y finalmente se convirtió en la Esposa legal del sultán, ostentando por primera vez un título creado: Haseki Sultan. Hürrem dio a luz a varios hijos del sultán, cinco varones (uno fallecido en la infancia y otro que sufría una grave enfermedad), por lo que solo tres que eran potenciales herederos del trono: Şehzade Mehmed (n. 1521), Şehzade Selim (n. 1524) y Şehzade Bayezid (n. 1526). 
Aun así, es probable que este conflicto entre Mahidevran Hatun y Hürrem Sultan nunca haya sucedido ya que Hürrem permaneció en el Palacio de Topkapı y Mahidevran estaba en la misma provincia donde estaba su hijo Mustafá.

## Descendencia
Mahidevran le dio a Solimán un único hijo: 
- Şehzade Mustafá (Manisa, 6 de agosto de 1515 - Konya, 6 de octubre de 1553), nació en Manisa. Fue el segundo hijo de Solimán y el primero de Mahidevran, así como el heredero más probable al trono por muchos años. Fue nombrado gobernador provincial a una muy corta edad, en 1529 fue gobernador de Karaman. En 1533 nombrado gobernador la provincia de la Corona, Manisa, hasta 1541, luego fue trasladado a Amasya donde continuó un buen desempeño. Fue ejecutado en 1553, por orden de su padre, debido a fuertes rumores de traición por sus fuertes lazos con los Jenízaros. Tuvo descendencia.

## Junto a Mustafá

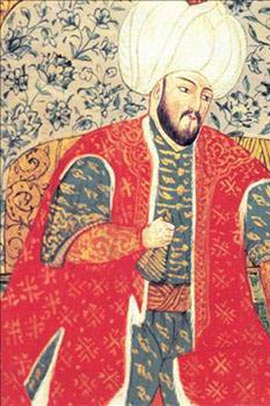
Representación del Şehzade Mustafa, hijo de Mahidevran y Solimán el Magnífico.

Pese a que había más pretendientes, el hijo de Mahidevran siempre fue visto como el más probable sucesor de Solimán. Fue el primero de los príncipes en ser asignado como gobernador provincial, siguiendo la tradición imperial. Inicialmente, Mustafá fue asignado como gobernador provincial del sanjacado de Karaman en 1529, siendo acompañado por su madre, tal como dictaba la tradición. En 1533, Solimán asignó a Mustafá a la gobernación de Manisa, la misma en la que el sultán, había gobernado antes de ascender al trono, dando una nueva señal de su predilección sobre su futuro sucesor.
Como dictaba la tradición, Mahidevran se encargó oficialmente de dirigir el harén de su hijo en Manisa, sucediendo a Ayşe Hafsa Sultan, quien estuvo antes como directora del harén de Manisa. Mahidevran como madre del príncipe debía ayudar al pueblo, hacer caridad y hacer obras en el lugar. También debía elegir a las pretendientes para su hijo, que serían 17 en total. 
En su cargo de sanjak-bey de Manisa, Mustafa obtuvo gran valoración de parte de los ciudadanos, que veían en él al futuro sultán. Al describir la corte de Mustafa en el centro de Kara (actual Diyarbakir), cerca de la frontera con el Imperio safávida, Bassano escribió hacia 1540: 
"El príncipe tiene una de las cortes más maravillosas y gloriosas, no menos que la de su padre y que su madre, que estaba con él, le instruye a cómo hacerse querer por la gente".
Pese a ello, Solimán comenzó a favorecer al hijo mayor de su esposa Hürrem, Şehzade Mehmed, ya que de niño mostraba cualidades dignas de un sultán, templanza, liderazgo, humildad y Justicia. En 1541, Solimán asignó a Mehmed como gobernador de Manisa y trasladó a Mustafá al distrito de Amasya, mucho más alejado de la capital. En Manisa, Mehmed demostró cualidades únicas e incluso mejores que su hermano, lo cual empezó a incomodar al círculo de Mahidevran y Mustafá.
Al no existir un sistema sucesorio definido, el futuro sultán era aquel que lograba imponerse sobre sus hermanos y ser proclamado en la capital, por lo que las distancias y los recursos de los sanjacados a los que eran asignados los príncipes eran fundamentales para asegurar el trono.
En Amasya, Mustafá continuó con su buen desempeño, pero la repentina y prematura muerte de Mehmed en 1543, lo puso nuevamente en la carrera sucesoria junto a sus medios hermanos menores: Selim y Bayezid. Esto afectaba a la seguridad de Hürrem sultan. Ella sabía que, en caso de que Mustafá fuera el futuro sultán, sus hijos serían ejecutados (tal como había ocurrido con las generaciones anteriores de pretendientes al trono). 

### La ejecución de Mustafá
El 6 de octubre de 1553, durante la batalla contra el Imperio Safávida, Mustafá fue ejecutado como traidor al sultanato por orden de su padre en Konya. Supuestamente Mustafa fue engañado por sus propios estadistas haciéndole creer que Solimán lo quería como sultán, pero no el yerno de este. Algunas teorías informan que Rüstem Paşa, esposo de la media hermana de Mustafá y Gran Visir en ese entonces, falsificó cartas que lo llevaron a su muerte.

## Últimos días

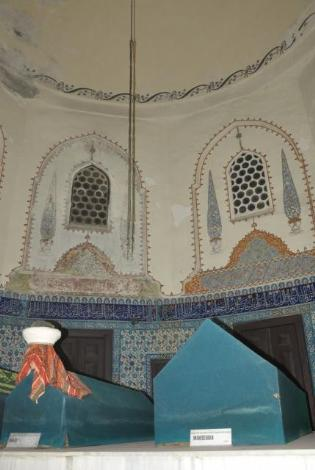
La tumba de Mahidevran, localizada junto a la tumba de Şehzade Mustafá en el Complejo Muradiye de Bursa.

Luego de la muerte de Mustafá, Mahidevran fue a vivir a Bursa, lugar donde descansaba su hijo. Mahidevran vivió una vida complicada. Deshonrada por la ejecución de su hijo, fue incapaz de pagar a sus sirvientes que todavía estaban con ella. Su nieto, Mehmed, fue ejecutado algunas semanas después de Mustafa, con el fin de evitar cualquier tipo de rebelión que pretendiera entronizarlo en reemplazo de Solimán. 
Tras la muerte del sultán Suleyman, todas sus deudas fueron pagadas por el sultán Selim II, el cuarto hijo de Hürrem Sultan, que ascendió al trono en 1566, otorgó a Mahidevran una casa y una pensión, para que viviera dignamente por el resto de sus días. Él también construyó una tumba digna para él, en donde sus seguidores fueran a visitarlo, orar por su descanso y recordar siempre al príncipe.
El 3 de febrero de 1581 durante el reinado de Murad III, Mahidevran falleció por causas naturales y por su avanzada edad. Fue enterrada al lado de su hijo.

## Representaciones culturales
- En la miniserie de televisión de 2003, Hürrem Sultan, Mahidevran fue interpretada por la actriz turca Hatice Aslan.
- En la serie de televisión Muhteşem Yüzyıl, transmitida entre 2011 y 2014, Mahidevran fue interpretada por la actriz turca Nur Fettahoğlu.

## Sucesión
| Predecesor: Fülane Hatun | Baş Kadın Consorte del Imperio Otomano 1520 - 1553 | Sucesor: Creación del título Haseki Haseki Karima Hürrem Sultan |